# Line dance

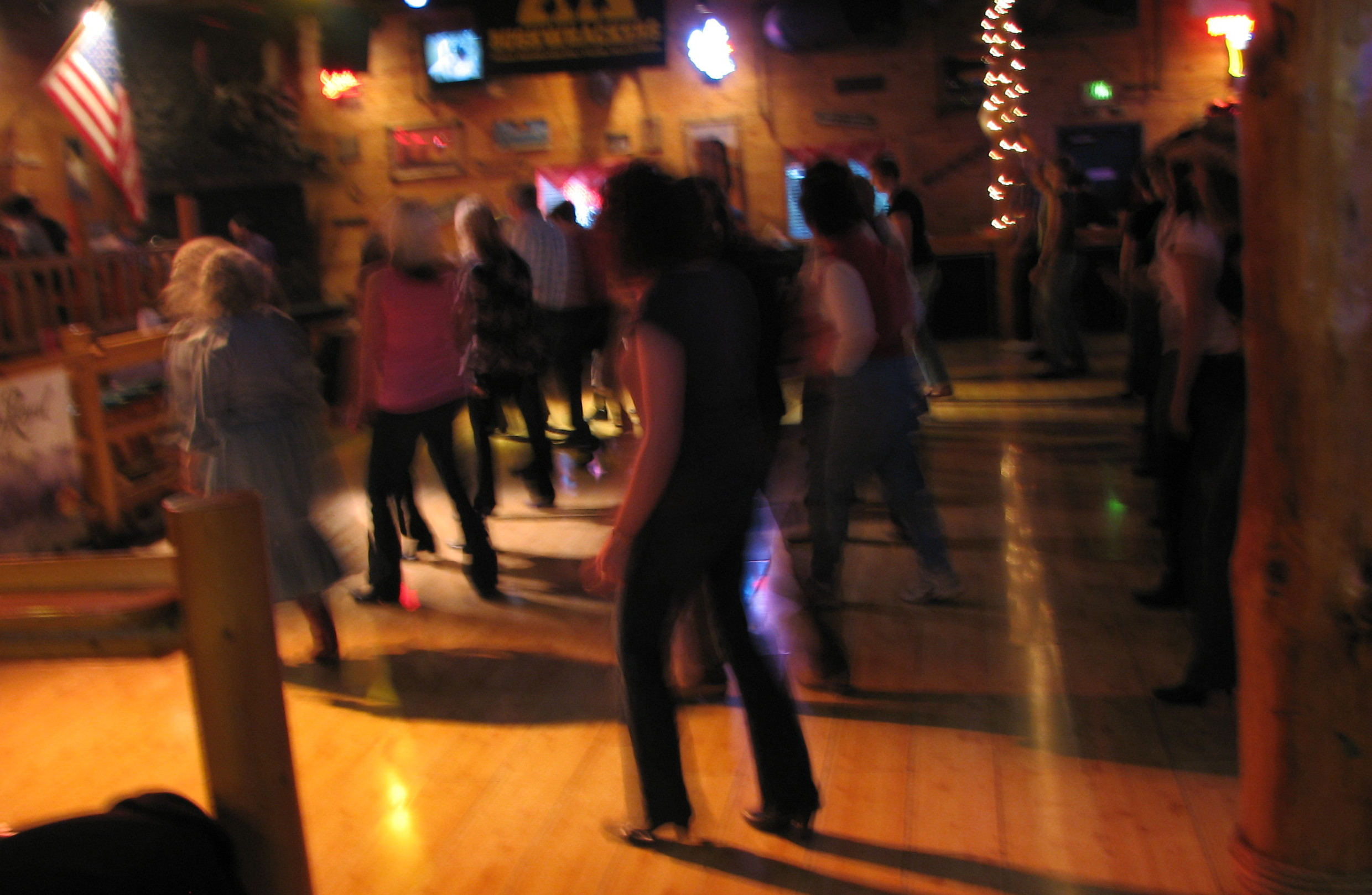
Danza en línea.

El line dance o danza en línea es una tipo de danza donde un grupo de gente baila alineados los unos a los otros, y todos ellos hacen los mismos movimientos individualmente.

## Descripción
En un grupo pequeño normalmente solo hay una línea, pero habitualmente se junta más gente, formando unas cuántas hileras en paralelo, una de ellas junto la otra. Un profesor, o bailarín experimentado, suele estar encima de una tarima o bien en el centro de la primera línea. En cada una de las líneas todos los individuos repiten los mismos movimientos, pero de forma independiente. Normalmente no hay movimientos que requieran interacción entre los miembros de la misma hilera. Cada baile tiene una secuencia diferente de movimientos que se tienen que aprender. 
De todos modos, a pesar de tratarse de movimientos preestablecidos, se pueden efectuar variaciones, siempre que no alteren el número de tiempo del baile o el orden de las hileras. También hay variaciones en la manera como se sitúan las hileras. Del mismo modo, las hileras se pueden poner de frente mirándose, es lo que se conoce como un baile de contra-danza (contra dance). En estos casos, las hileras se van cruzando entre ellas.

## Música
El line dance siempre ha tenido una imagen de western, y mayoritariamente se ha bailado con música country. Esto ha cambiado un poco desde los años 90, sobre todo a nivel internacional. Actualmente, en el Mundo se baila en línea con todo tipo de estilos musicales, como por ejemplo con música celta, swing, pop, rock, hip hop y funky, entre otros estilos. En 1976 se inauguró una discoteca llamada Vamp en Nueva York, el coreógrafo y bailarín americano Ric L. Silver creó una coreografía especial para este día. Los pasos eran apropiados para la canción que se puso de moda en 1983 Electric Boogie de Marcia Griffiths. Esta coreografía se llamaba The Electric Slide, y era una danza donde las filas se cruzaban. Era espectacular ver a más de 200 personas efectuando el mismo paso en diferentes sentidos.  

## El Line dance en España
Fue a mediados de los años 90 del siglo XX cuando el baile en línea se extendió desde los Estados Unidos hacia el resto del mundo. El line dance llegó también a España y arraigó con cierta fuerza, muy a menudo se ha bailado el line dance junto con la música Country. Un gran número de grupos de baile se han extendido por España, y los encuentros de line dance y los bailes populares son muy frecuentes.

## Baile deportivo estilo internacional
El baile deportivo estilo internacional incluye las siguientes disciplinas: bailes estándar y bailes latinos. Ambas disciplinas son de baile en pareja y cada una de ellas comprende cinco bailes. 
La disciplina de bailes estándar incluyen los siguientes bailes: Vals lento, Tango, Vals vienés, Swing de la Costa Este, Fox Trot lento y Quickstep.
La disciplina de bailes latinos incluye los siguientes bailes: Samba, Chachachá, Rumba, Pasodoble y Jive.

## Variantes del country
Artículo principal: Anexo: Géneros del country
- Americana
- Bluegrass
- Country alternativo
- Country folk
- Country pop
- Country rock
- Cowboy
- Cowpunk
- Hillbilly (Old time o Appalachian folk)
- Honky tonk
- Country neotradicional
- Outlaw country
- Rock sureño
- Sonido Bakersfield
- Sonido Nashville
- Tex mex
- Texas country
- Western
- Western swing (y New Western Swing)

## Tiempos de cada baile
Como norma general los tiempos de cada baile se ha de ajustar a los valores que se dan en la tabla siguiente (en compases por minuto)
| Baile         | Compases por minuto |
| ------------- | ------------------- |
| Chachachá     | 30-32               |
| Foxtrot lento | 28-30               |
| Jive          | 42-44               |
| Pasodoble     | 60-62               |
| Quickstep     | 50-52               |
| Rumba         | 25-27               |
| Samba         | 50-52               |
| Tango         | 31-33               |
| Vals lento    | 28-30               |
| Vals vienés   | 58-60               |